# A370公路 (俄羅斯)
A370聯邦公路，原編號M60，又稱烏蘇里公路（Уссу́ри），是俄羅斯的一條幹線公路，連接哈巴羅夫斯克和符拉迪沃斯托克，全長760公里。也是西伯利亞公路的一部分，也是泛亞公路AH30的一部分。